# 13240 Thouvay
13240 Thouvay eller 1998 KJ1 är en asteroid i huvudbältet som upptäcktes den 18 maj 1998 av LONEOS vid Anderson Mesa Station. Den är uppkallad efter Jacqueline Thouvay.
Asteroiden har en diameter på ungefär 6 kilometer.